# ديجيستا (قانون روماني)

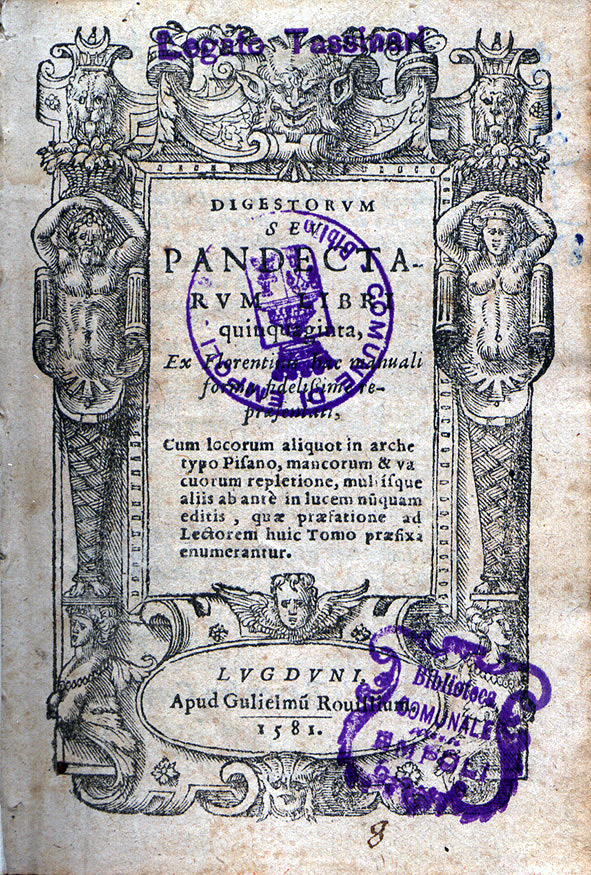
Digestorum, seu Pandectarum libri quinquaginta. Lugduni apud Gulielmu[m] Rouillium Digestorum, seu Pandectarum libri quinquaginta. Lugduni apud Gulielmu[m] Rouillium ، 1581. Biblioteca Comunale "ريناتو فوسيني" دي إمبولي

ديجيستا Digest (باللاتينية: Digesta seu Pandectae)‏ هي خلاصة وافية من الكتابات القانونية عن القانون الروماني تم جمعها بأمر من الإمبراطور الروماني جستنيان الأول في القرن السادس الميلادي (530-533)، وتتكون من 50 مجلد، مقسمة حسب شرائح الموضوع وتم نشر ناتج العمل في العام 533 م.
كانت Digest جزءًا من تدوين جميع القوانين الرومانية حتى ذلك الوقت، والتي عرفت لاحقاً باسم قانون جستنيان  وكان الجزءان الآخران عبارة عن مجموعة من القوانين الأول مدونة جستنيان الذي لا يزال قائما في الطبعة الثانية، والثاني الكتاب المدرسي التمهيدي المعاهد.
كان من المفترض أن تكون المجموعة كاملة لكن جستنيان أصدر تشريعًا آخر وتم جمعه لاحقًا بشكل منفصل باعتباره دساتير جديدة ‏ (قوانين جديدة، أو تقليديا، «الروايات»).

## التاريخ
تم إصدار مخطوطة Justinianus الأصلية في أبريل عام 529، وكانت المصدر الوحيد للقانون الإمبراطوري، وألغيت جميع التدوينات السابقة،  ومع ذلك فقد سمح بالإشارة إلى الفقهاء القدماء الذين كانت كتاباتهم موثوقة. 
المخطوط الرئيسي الباقي على قيد الحياة هو Littera Florentina في أواخر القرن السادس أو أوائل القرن السابع، وفي العصور الوسطى قسمت الخلاصة إلى ثلاثة أجزاء، وكانت معظم المخطوطات تحتوي على جزء واحد فقط من هذه الأجزاء،  وتمت ترجمة الخلاصة بالكامل إلى الإنجليزية في عام 1985.
تم اكتشاف The Digest في أمالفي عام 1135 وأدى ذلك الاكتشاف إلى إحياء تعليم القانون الروماني في جميع أنحاء أوروبا، وتزعم مصادر أخرى أنه تم اكتشافه في عام 1070 ما شكل قوة دافعة كبيرة لتأسيس أول جامعة في أوروبا وهي جامعة بولونيا (1088).  

## روابط خارجية
- SP Scott, The Civil Law (1932) which contains the Digest's 50 volumes. The start of the first book is here, scrolled down a third of the page
- Roman Law Resources, maintained by Prof Ernest Metzger.
- The Roman Law Library, Professor Yves Lassard and Alexandr Koptev.
- WW Buckland, A Text-Book of Roman Law from Augustus to Justinian (1921) though there were new editions by Peter Stein in 1963 and 1975.
- "Pandects". الموسوعة الكاثوليكية. نيويورك: شركة روبرت أبيلتون. 1913.